# Cupa României 1953
Ediția 1953 a fost a 16-a ediție a Cupei României la fotbal. CCA București a ajuns din nou în finală, dar nu a putut câștiga al cincilea trofeu consecutiv, fiind învinsă de Flamura Roșie Arad. A fost prima finală de cupă găzduită de stadionul bucureștean 23 August, arenă proaspăt construită. O altă premieră a fost transmiterea la radio a reprizei secunde a meciului.
Trofeul a fost înmânat învingătorilor de I.Vaida, vicepreședinte al Comitetului pentru Cultură Fizică și Sport.

## Șaisprezecimi
| Data               | Echipa gazdă                  |   | Echipa oaspete       | Rezultat   |
| ------------------ | ----------------------------- | - | -------------------- | ---------- |
| 9 septembrie 1953  | Flamura Roșie Buhuși          | – | Dinamo Bacău         | 2:4        |
|                    | CFR Cluj                      | – | Unirea Tricolor      | 0:1        |
|                    | CS Portul Constanța           | – | Dinamo București     | 1:2        |
|                    | CS Universitatea Craiova      | – | Progresul București  | 2:2 (d.p.) |
|                    | Crișana Oradea                | – | CA Oradea            | 6:4 (d.p.) |
|                    | Flamura Roșie Pitești         | – | Metalul București    | 2:1        |
|                    | Flamura Roșie Sfântu Gheorghe | – | Locomotiva București | 0:5        |
|                    | Libertatea Sibiu              | – | Jiul Petroșani       | 1:0        |
|                    | Turnu Severin                 | – | Poli Timișoara       | 0:1        |
| 10 septembrie 1953 | Spartac Arad                  | – | UTA Arad             | 0:3        |
|                    | F.C. Baia Mare                | – | Știința Cluj         | 1:2 (d.p.) |
|                    | Șantierul Lugoj               | – | CFR Timișoara        | 0:2        |
|                    | Metalul Plopeni               | – | Flacăra Ploiești     | 2:5        |
| 16 septembrie 1953 | Locomotiva Iași               | – | CCA București        | 0:2        |

Locomotiva Târgu Mureș și Știința Iași au promovat în runda următoare profitând de desființarea echipelor CA Cluj și CA Câmpulung Moldovenesc.

## Optimi de finală
| Data               | Echipa gazdă          |   | Echipa oaspete       | Rezultat   |
| ------------------ | --------------------- | - | -------------------- | ---------- |
| 30 septembrie 1953 | Dinamo Bacău          | – | Locomotiva București | 1:1 (d.p.) |
|                    | CCA București         | – | Progresul București  | 4:1        |
|                    | Politehnica Iași      | – | Dinamo București     | 2:3        |
|                    | Crișana Oradea        | – | Știința Cluj         | 0:1        |
|                    | Flamura Roșie Pitești | – | Poli Timișoara       | 0:1        |
|                    | Flacăra Ploiești      | – | Unirea Tricolor      | 3:0        |
|                    | CFR Timișoara         | – | UTA Arad             | 1:3        |
| 7 octombrie 1953   | Libertatea Sibiu      | – | CS Târgu Mureș       | 0:1        |

## Sferturi de finală
| Data              | Echipa gazdă     |   | Echipa oaspete       | Rezultat   |
| ----------------- | ---------------- | - | -------------------- | ---------- |
| 21 octombrie 1953 | Dinamo București | – | Știința Cluj         | 0:2        |
|                   | Flacăra Ploiești | – | CCA București        | 1:2        |
|                   | Poli Timișoara   | – | UTA Arad             | 1:4        |
|                   | CS Târgu Mureș   | – | Locomotiva București | 2:2 (d.p.) |

## Semifinale
| Data              | Echipa gazdă  |   | Echipa oaspete       | Rezultat   |
| ----------------- | ------------- | - | -------------------- | ---------- |
| 15 noiembrie 1953 | CCA București | – | Locomotiva București | 1:0        |
| 22 noiembrie 1953 | Știința Cluj  | – | UTA Arad             | 2:2 (d.p.) |

## Finala
| 29 noiembrie 1953 12:00 | UTA Arad   | 1 – 0 (d.p.) | CCA București | Stadionul 23 August, București Spectatori: 50.000 Arbitru: Mihai Popa (București) |
| 29 noiembrie 1953 12:00 | Váczi 110' |              |               | Stadionul 23 August, București Spectatori: 50.000 Arbitru: Mihai Popa (București) |

| FLAMURA ROȘIE UTA ARAD: |                    |     |
|                         |                    |     |
| P                       | Francisc Kiss      | 46' |
| F                       | Gavril Szücs       | 46' |
| F                       | Iosif Kapas        |     |
| F                       | Zoltan Farmati     |     |
| M                       | Mihai Carpineț     |     |
| M                       | Gavril Serfözö     |     |
| A                       | Nicolae Popa       |     |
| A                       | Gheorghe Váczi     |     |
| A                       | Adalbert Kovacs    |     |
| A                       | Andrei Mercea      |     |
| A                       | Nicolae Dumitrescu |     |
| Înlocuiri:              |                    |     |
| P                       | M.Popovici         | 46' |
| F                       | Gheorghe Lupeș     | 46' |
| Antrenor:               |                    |     |
| Coloman Braun-Bogdan    |                    |     |

| CCA BUCUREȘTI: |                    |     |
|                |                    |     |
| P              | Costică Toma       |     |
| F              | Vasile Zavoda      |     |
| F              | Alexandru Apolzan  |     |
| F              | Traian Ivănescu    |     |
| M              | Ștefan Onisie      |     |
| M              | Tiberiu Bone       |     |
| A              | Francisc Zavoda    |     |
| A              | Nicolae Tătaru     | 46' |
| A              | Ion Alecsandrescu  |     |
| A              | Iosif Petschovschi |     |
| A              | Alexandru Karikas  |     |
| Înlocuiri:     |                    |     |
| A              | Victor Moldovan    | 46' |
| Antrenor:      |                    |     |
| Ilie Savu      |                    |     |